# الجنات (الشعب وذنبة)

تعديل مصدري - تعديل

الجنات محلة تابعة لقرية الشعب وذنبة، التابعة لعزلة نقيل العقاب بمديرية حبيش إحدى مديريات محافظة إب في الجمهورية اليمنية، بلغ تعداد سكانها 48 حسب تعداد اليمن لعام 2004.